# Іоанн Кіннам
Іоанн Кіннам (бл. 1144 — після 1185) — візантійський історик. Походив з аристократичної родини Кіннамів, відомої з 1 ст. до н. е. При дворі імператорів Візантії обіймав посаду імператорського граматика (секретаря). Автор кількох літературних та історичних творів, серед яких найціннішим є «Короткий огляд діянь блаженної пам'яті василевса і багрянородного государя Іоанна Комніна та оповідання про звершення сина його і багрянородного государя Мануїла Комніна», який у деяких працях істориків називається скорочено «Короткий огляд» ('Επ ιτομ ή). Цей твір присвячений історії Візантії 1119–85 у тісному зв'язку з історією багатьох країн Європи і Азії, зокрема Угорщини та Київської Русі. Серед основних сюжетів оповіді найбільший інтерес викликають свідчення про угорську політику імператора Мануїла I Комніна, в сферу якої потрапили Галицьке князівство та інші давньоруські князівства. Крім повідомлень про історію Русі доби удільної роздробленості, русько-візантійських зв'язків, у праці К. містяться цінні свідчення про балканську політику кочових племен Північного Причорномор'я — торків та половців.